# Juristische Fakultät der Universität Heidelberg
Die juristische Fakultät der Universität Heidelberg ist eine der vier Gründungsfakultäten der Ruprecht-Karls-Universität Heidelberg. Sie wurde 1386 von Kurfürst Ruprecht I. von der Pfalz gegründet und ist damit die älteste juristische Fakultät in Deutschland. Vorlesungsbeginn an der Fakultät war am 22. Dezember 1386 mit der Eröffnungsvorlesung von Johann van de Noet. Die juristische Fakultät erreichte in den QS-World-University-Rankings 2023 den 63. Rang weltweit. Im Ranking der Wirtschaftswoche 2019 wird die Fakultät auf Platz 2 geführt.

## Wissenschaftliche Ausbildung

### Allgemeines
Bis zum Wintersemester 2017/2018 konnte das Studium der Rechtswissenschaft mit dem Abschlussziel Staatsexamen zu jedem Semester an der Universität Heidelberg begonnen werden. Ab 2018 ist ein Studienbeginn nur noch zum Wintersemester möglich.
Die Lehre erfolgt in Vorlesungen, Arbeitsgemeinschaften, Moot Courts, Seminaren und Kolloquien. Das Studium folgt dem klassischen Aufbau einer rechtswissenschaftlichen Ausbildung. Während des Grund- und Hauptstudium müssen jeweils drei Scheine („kleine“ und „große“ Scheine) in den drei Hauptfächern (Zivilrecht, Öffentliches Recht und Strafrecht) absolviert werden. Hierzu ist das Verfassen jeweils einer Hausarbeit und das Bestehen einer Klausur notwendig.
Darüber hinaus gibt es ein breites Angebot an Veranstaltungen zu den sogenannten Nebenfächern (u. a. Deutsche Rechtsgeschichte, Römische Rechtsgeschichte, Verfassungsgeschichte, Rechtsphilosophie, Rechtssoziologie, Rechtsvergleichung, Methodenlehre).
Die Juristische Fakultät war im Sommersemester 2019 die für die Ausrichtung der „Akademischen Mittagspause“ in der Universitätskirche (Peterskirche) zuständige Fakultät. Ziel dieser Veranstaltungsreihe ist es aktuelle wissenschaftliche Fragestellungen und Diskussionen einem fachfremden Publikum in Kurzreferaten vorzustellen. Die während der Wochentage der Vorlesungszeit täglichen Vorträge standen unter dem Titel „RECHT VERSTEHEN, RECHT GESTALTEN - Herausforderungen des juristischen Denkens“ und sind ohne die anschließende Diskussion auf Youtube zu sehen.

### Schwerpunktbereich
Nach der Zwischenprüfung können die Studierenden einen von zwölf Schwerpunktbereichen wählen: Rechtsgeschichte und historische Rechtsvergleichung, Kriminalwissenschaften, Deutsches und europäisches Verwaltungsrecht, Arbeitsrecht und Sozialrecht, Steuerrecht, Unternehmensrecht, Wirtschaftsrecht und Europarecht, Zivilverfahrensrecht, Internationales Privat- und Verfahrensrecht, Völkerrecht, Medizin- und Gesundheitsrecht oder Europäisches und internationales Kapitalmarkt- und Finanzdienstleistungsrecht.

### Examensvorbereitung (Uni-Repetitorium)
Die Fakultät bietet ein eigenes Examensvorbereitungsprogramm, „HeidelPräp!“ an. Dieses soll eine kostenlose Alternative zu den von vielen Studierenden besuchten kommerziellen Repetitorien darstellen. Angeboten werden ein einjähriger Dozentenkurs der Professoren, Examenstutorien zur Fallübung, wöchentliche Probeklausuren und ein in jedem Semester stattfindendes Probeexamen mit schriftlicher und mündlicher Prüfung.
Thomas Lobinger und das Examensvorbereitungsprogramm „HeidelPräp!“ erhielten 2014 den vom Stifterverband für die Deutsche Wissenschaft und der Hochschulrektorenkonferenz gestifteten Ars-legendi-Fakultätenpreis für Rechtswissenschaften.

### Studienabschlüsse
Neben dem grundständigen Jurastudium mit dem Abschlussziel Erste juristische Prüfung und verschiedenen Doktorandenprogrammen bietet die juristische Fakultät ein allgemeines Master-of-Laws-Programm (LL.M.) für im Ausland graduierte Juristen, einen Masterstudiengang in Unternehmensrestrukturierung sowie einen Masterstudiengang im Völkerrecht, der am Heidelberg Center for Latin America in Santiago de Chile durchgeführt wird. Die Fakultät führt außerdem die Max Planck Research School for Successful Dispute Resolution in International Law in Kooperation mit dem Max-Planck-Institut für ausländisches öffentliches Recht und Völkerrecht durch. Seit dem Sommersemester 2017 verleiht die juristische Fakultät auf Antrag und auch rückwirkend den Titel Magister oder Magistra an die erfolgreichen Absolventen des Studiengangs Rechtswissenschaft.

### StudZR und studentische Initiativen

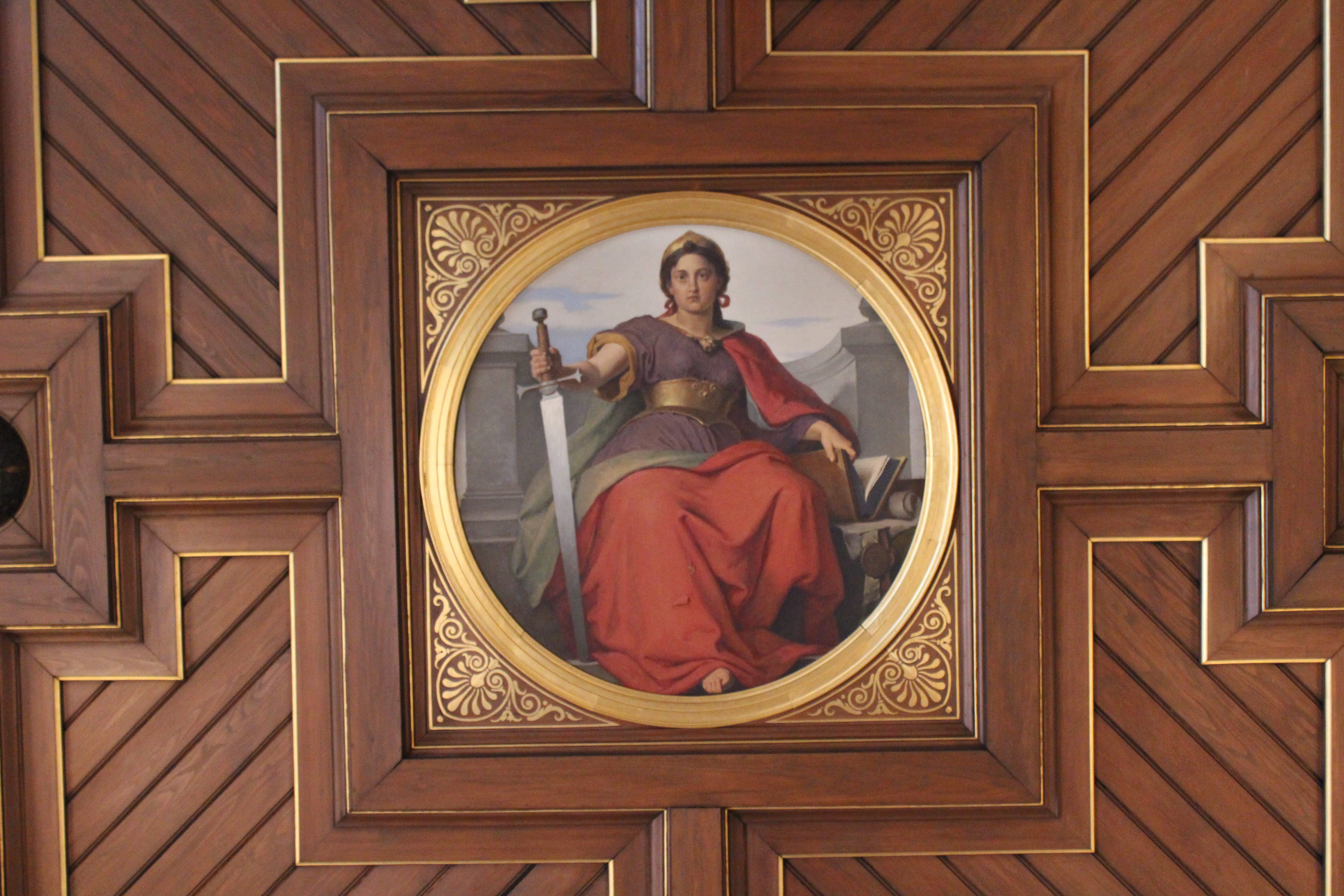
Alte Aula der Universität Heidelberg: Allegorie der juristischen Fakultät

An der Fakultät wurde 2004 gemeinsam von Studenten und Professoren die Studentische Zeitschrift für Rechtswissenschaft Heidelberg („StudZR“) gegründet. Dabei handelt es sich um eine rechtswissenschaftliche Zeitschrift mit Schwerpunkt auf Ausbildungs- und Fallliteratur. Die StudZR wird bis heute im Wesentlichen durch Studenten der Fakultät erstellt und ist die älteste studentische Law Review in Deutschland.
Darüber hinaus gibt es eine Vielzahl weiterer studentischer Initiativen an der juristischen Fakultät: u. a. ELSA Heidelberg, ProBono Heidelberg, Phi delta Phi Heidelberg.

## Institute
- Institut für geschichtliche Rechtswissenschaft
- Institut für Bürgerliches Recht, Arbeitsrecht und Insolvenzrecht
- Institut für ausländisches und internationales Privat- und Wirtschaftsrecht
- Institut für deutsches und europäisches Gesellschafts- und Wirtschaftsrecht
- Institut für deutsches, europäisches und internationales Strafrecht und Strafprozessrecht
- Institut für Kriminologie
- Institut für Staatsrecht, Verfassungslehre und Rechtsphilosophie
- Institut für deutsches und europäisches Verwaltungsrecht
- Institut für Finanz- und Steuerrecht
- Gemeinsames Institut für deutsches, europäisches und internationales Medizinrecht, Gesundheitsrecht und Bioethik der Universitäten Heidelberg und Mannheim (IMGB)
- Kooperationspartner: Max-Planck-Institut für ausländisches öffentliches Recht und Völkerrecht
- Wissenschaftlich verbunden mit dem Deutschen Rechtswörterbuch der Heidelberger Akademie der Wissenschaften.

## Professoren
Professuren
| Bürgerliches Recht    | Strafrecht     | Öffentliches Recht    |
| --------------------- | -------------- | --------------------- |
| Christian Baldus      | Dieter Dölling | Peter Axer            |
| Stefan J. Geibel      | Volker Haas    | Martin Borowski       |
| Christian Hattenhauer | Frank Meyer    | Bernd Grzeszick       |
| Christian Heinze      | Jan C. Schuhr  | Wolfgang Kahl         |
| Christoph A. Kern     |                | Hanno Kube            |
| Thomas Lobinger       |                | Ute Mager             |
| Andreas Piekenbrock   |                | Fruzsina Molnár-Gábor |
| Thomas Pfeiffer       |                | Ekkehart Reimer       |
| Markus Stoffels       |                | Anja Seibert-Fohr     |
| Dirk A. Verse         |                |                       |
| Marc-Philippe Weller  |                |                       |

Frühere Professoren (Auswahl)
- Samuel von Pufendorf †
- Magnus von Wedderkop †
- Heinrich von Cocceji †
- Johann Wolfgang Textor †

- Winfried Brugger †
- Karl Doehring †
- Werner F. Ebke
- Ludwig Häsemeyer †
- Thomas Hillenkamp

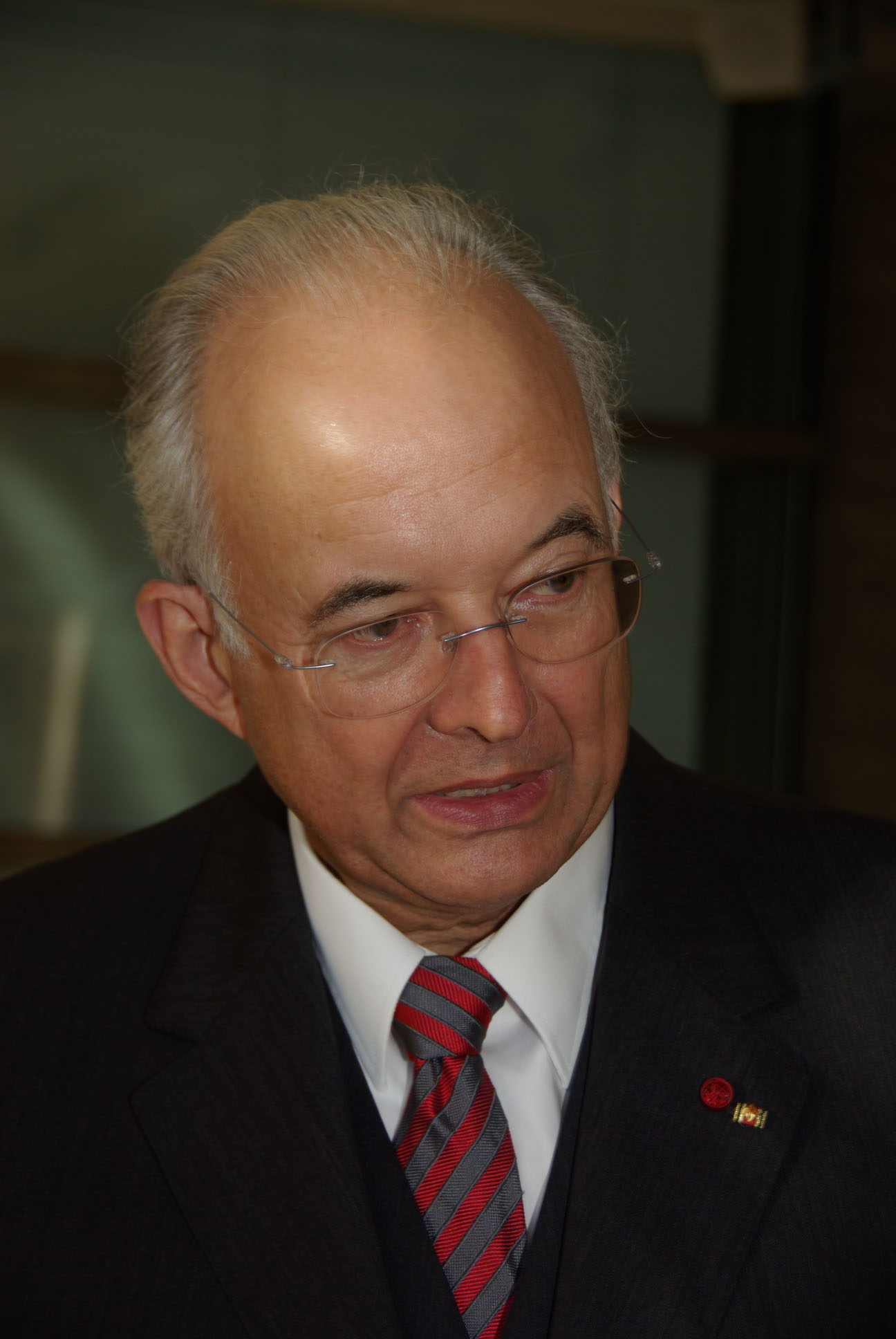
Paul Kirchhof

- Peter Hommelhoff, ehemaliger Rektor der Universität Heidelberg, KPMG
- Gerrick von Hoyningen-Huene
- Othmar Jauernig †
- Erik Jayme †
- Paul Kirchhof
- Herbert Kronke
- Wilfried Küper †
- Karl Lackner †
- Adolf Laufs †, ehemaliger Rektor der Universität Heidelberg
- Heinz Leferenz †
- Olaf Miehe †
- Friedrich Müller
- Peter-Christian Müller-Graff
- Reinhard Mußgnug
- Fritz Nicklisch †
- Eberhard Schmidt-Aßmann
- Hans Schneider †
- Helmut Steinberger †
- Peter Ulmer †, ehemaliger Rektor der Universität Heidelberg
- Rüdiger Wolfrum, ehemaliger Präsident des Internationalen Seegerichtshofs
- Eva Graul

Honorarprofessoren (Auswahl)
- Christian Duve
- Stephan Harbarth, Präsident des Bundesverfassungsgerichts
- Hans-Jürgen Hellwig, Hengeler Mueller
- Burkhard Hess, Max Planck Institute Luxembourg for International, European and Regulatory Procedural Law
- Carl-Heinz Heuer, Feddersen, Heuer & Partner
- Bernd Heuermann, Vorsitzender Richter am Bundesfinanzhof
- Mark Lembke
- Claus Meissner, ehemaliger Präsident des Verwaltungsgerichtshofs Baden-Württemberg
- Anne Peters, Direktorin des Max-Planck-Instituts für ausländisches öffentliches Recht und Völkerrecht
- Gerald Rittershaus, Kanzlei Rittershaus
- Jörg Winter, Kirchenrechtler und ehemaliger Oberkirchenrat

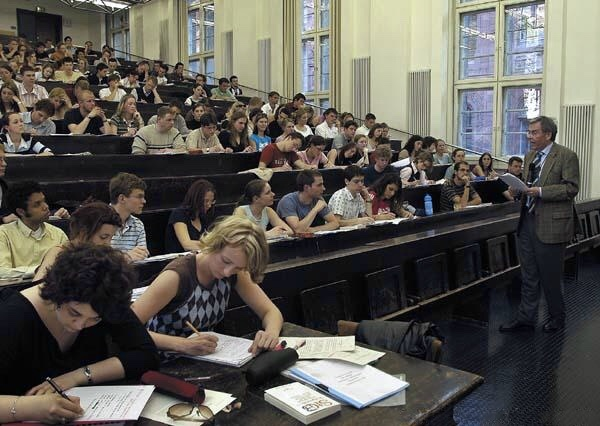
Juristische Vorlesung im Hörsaal 13 der Universität Heidelberg (2004)

An der juristischen Fakultät studieren 2.803 Studierende, davon 2.317 mit dem Abschlussziel Erste juristische Prüfung. Daneben gibt es 241 Doktoranden und 101 Masterstudierende. Ungefähr zehn Prozent der Studierenden kommen aus dem Ausland. Im Jahr 2016 schlossen 434 Absolventen das Studium ab; es erfolgten 50 Promotionen und eine Habilitation. Im Jahr 2016 nahm die Fakultät 658.000 Euro Drittmittel ein.
Während in Deutschland üblicherweise circa 30 % der Kandidaten die Staatsprüfung (Staatliche Pflichtfachrüfung) nicht bestehen und nur circa zehn Prozent ein Prädikat erhalten, beträgt die Durchfallquote in Heidelberg maximal 25 %, die Quote der Prädikatsexamina circa 25 %.

## Internationale Kooperationen
Die juristische Fakultät unterhält Forschungskooperationen und Programme zum Studierendenaustausch mit ungefähr vierzig Partneruniversitäten. Gemeinsam mit der Johannes Gutenberg-Universität Mainz und der Jagiellonen-Universität Krakau betreibt sie die „Schule des deutschen Rechts“ in Krakau und ist an der deutschsprachigen Andrássy Universität Budapest beteiligt. Seit Mitte der 1960er Jahre unterhält die Fakultät eine Partnerschaft mit der juristischen Fakultät der Universität Montpellier. Neben Programmen der Studierenden- und Dozentenmobilität finden gemeinsame Seminare statt. Seit 1976 existiert ein Austauschprogramm der Universität Heidelberg mit der Universität Cambridge. Es werden Jahres- und Sommerstipendien gewährt. Das Studium des Schwerpunktbereichs „Europäisches und internationales Kapitalmarkt- und Finanzdienstleistungsrecht“ beinhaltet zwei Semester an der Universität Luxemburg. Im Rahmen eines Kooperationsabkommens mit der Pepperdine University besteht die Möglichkeit, ein Semester in Heidelberg und ein Semester in Pepperdine zu studieren, um den dortigen „LL.M. in Dispute Resolution“ zu erwerben. Auf Grund eines Kooperationsabkommens mit der Universität Freiburg (Schweiz) können Studierende den Doppelabschluss Legum Magister (LL.M.) im Deutschen und Europäischen Recht (Heidelberg) und den Master of Law (Freiburg, Schweiz) erwerben.
Das Projekt „HeiParisMax“ ist eine deutsch-französische akademische Partnerschaft, die sich zum Ziel gesetzt hat, einen grenzüberschreitenden Gedankenaustausch zwischen jungen Wissenschaftlerinnen und Wissenschaftlern zu fördern und so der Bedeutung der deutsch-französischen Freundschaft Rechnung zu tragen. Auf deutscher Seite sind neben der Juristischen Fakultät der Universität Heidelberg das Max-Planck-Institut für ausländisches öffentliches Recht und Völkerrecht, auf französischer Seite die Sorbonne und die Sciences Po Paris beteiligt. Das Institut für ausländisches und internationales Privat- und Wirtschaftsrecht ist maßgeblich an dem Graduiertenkolleg „International Max Planck Research School on Successful Dispute Resolution in International Law“ beteiligt.

## Persönlichkeiten (Auswahl)
Mit der Juristischen Fakultät der Universität Heidelberg ist eine Reihe von namhaften Persönlichkeiten verbunden, die an ihr studiert, geforscht oder gelehrt haben. Eine ausführliche Liste dieser Personen findet sich unter Liste berühmter Persönlichkeiten der Ruprecht-Karls-Universität Heidelberg
- Gerhard Anschütz
- Fritz Bauer
- Rudolf Bernhardt
- Johann Caspar Bluntschli
- Klaus Bonhoeffer
- Wilhelm Cuno
- Hugo Donellus
- Joseph von Eichendorff
- Karl Engisch
- Ernst Forsthoff
- Jochen Abraham Frowein
- Karl Geiler
- Otto von Gierke
- Levin Goldschmidt
- Dionysius Gothofredus
- Max Gutzwiller
- Max Hachenburg
- James Hannen
- Friedrich Hecker
- Wolfgang Hefermehl
- Muhammad Iqbal
- Georg Jellinek
- Hans-Peter Kaul
- Ferdinand Kirchhof
- Paul Kirchhof
- Gustav Körner
- Juliane Kokott
- Herbert Kronke

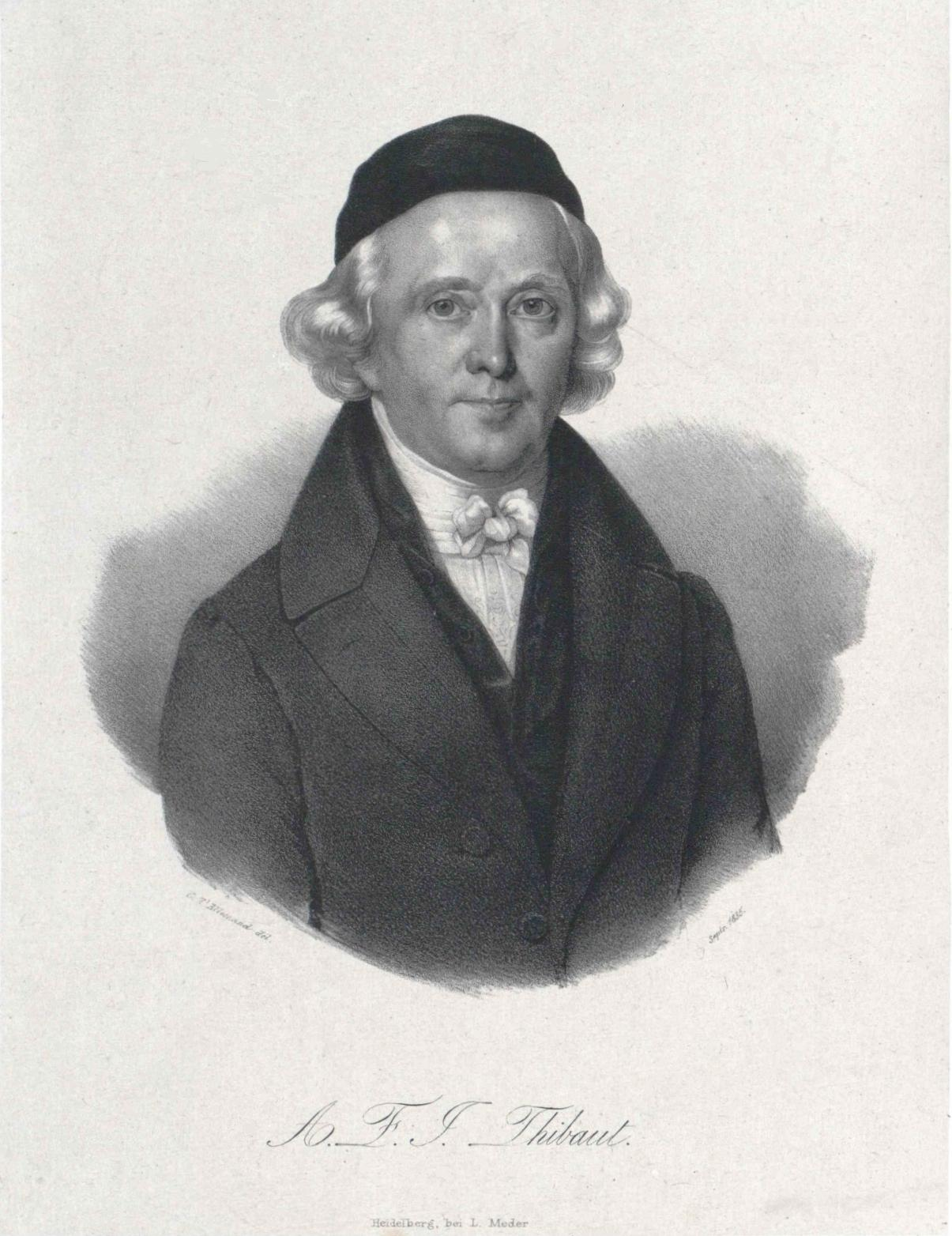
Anton Friedrich Justus Thibaut

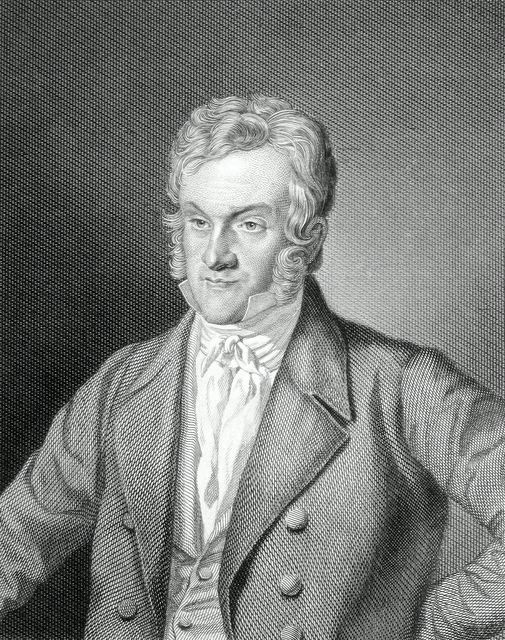
Carl Joseph Anton Mittermaier

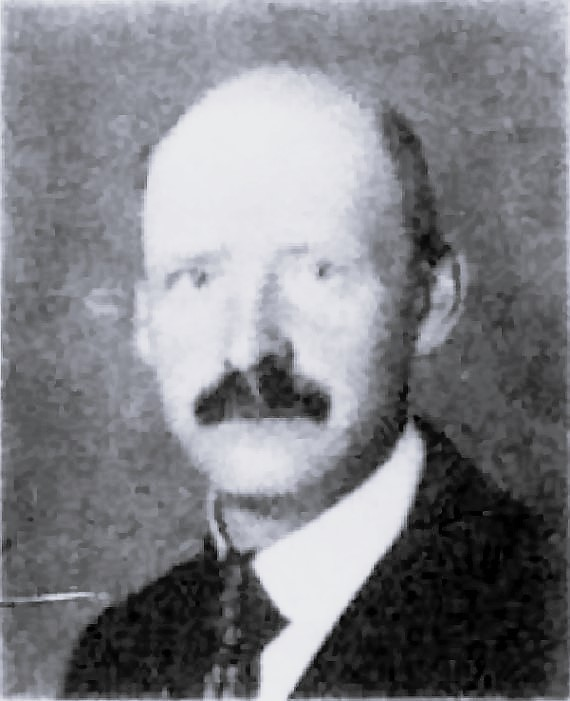
Gustav Radbruch

- Gustav Krupp von Bohlen und Halbach
- Ernst Levy
- Rudolf Mellinghoff
- Carl Joseph Anton Mittermaier
- Fruzsina Molnár-Gábor
- Marie Munk
- Wilhelm Matthias Naeff
- Karl Gottfried Nadler
- Konstantin von Notz
- Samuel von Pufendorf
- Ingeborg Puppe
- Gustav Radbruch
- Hanns Martin Schleyer
- Bernhard Schlink
- Georg von Siemens
- Konstantin Stoilow
- Anton Friedrich Justus Thibaut
- Christian Tomuschat
- Adolph von Vangerow
- Hermann Weinkauff
- Bernhard Windscheid
- John Winthrop Chanler
- Rüdiger Wolfrum
- Karl Eduard Zachariae von Lingenthal
- Anton Wilhelm von Zuccalmaglio

## Gebäude

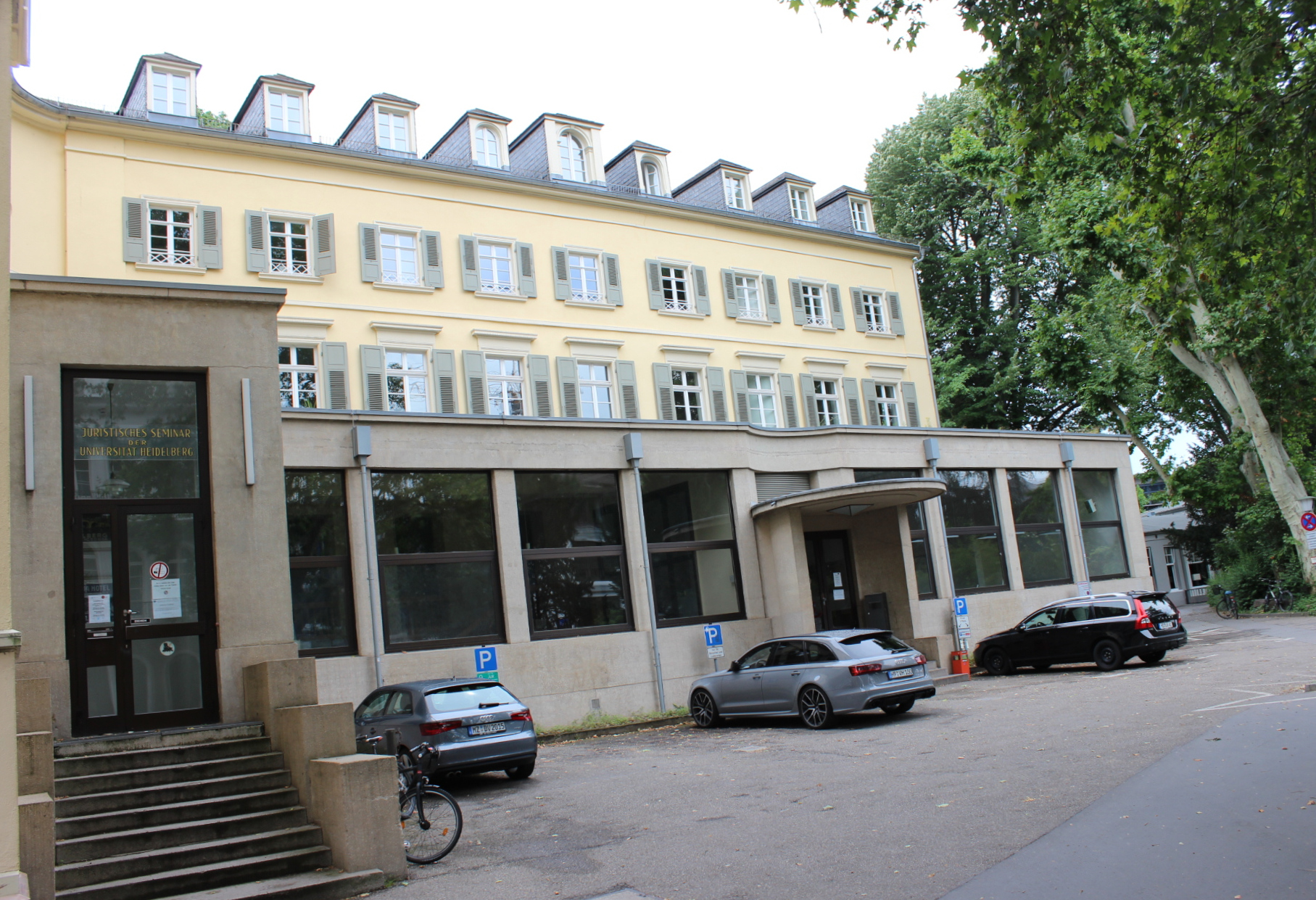
Juristisches Seminar der Universität Heidelberg

Die Institute und Bibliotheken der Fakultät sind in mehreren Gebäuden der Heidelberger Altstadt untergebracht. Die meisten Lehrstühle und die größte Bibliothek befinden sich seit 1956 im Juristischen Seminar, Friedrich-Ebert-Anlage 6-10. Die aus drei verbundenen Gebäuden bestehende Baugruppe wurden 1842/43 (Nr. 6), 1847 (Nr. 8) und ca. 1870 (Nr. 10) errichtet, letztgenanntes Anwesen durch den Schweizer Architekt Alfred Friedrich Bluntschli, einem Sohn des auch in Heidelberg lehrenden Rechtswissenschaftlers Johann Caspar Bluntschli. 1860–1945 beherbergten die Gebäude das renommierte „Hotel Victoria“. Umbauten erfolgten 1910 durch Franz Sales Kuhn und 1929 durch Hermann Alker (Vorbau im Bauhausstil).

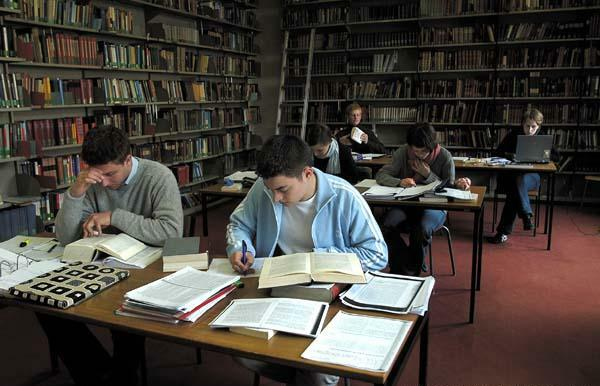
Bibliothek des Juristischen Seminars der Universität Heidelberg (Präsenzbibliothek) (2004)

Das Institut für ausländisches und internationales Privat- und Wirtschaftsrecht befindet sich im „Altjuridicum“ (Augustinergasse 9, am Universitätsplatz). Der 1716–19 errichtete Bau war ab 1829 im Besitz des Gynäkologen Franz Naegele, der das Anwesen erweitern und im Stil des romantischen Klassizismus umgestalten ließ. Bis 1878 betrieb Otto Bassermann hier die „Verlagsbuchhandlung Friedrich Bassermann“. Seit 1914 beherbergte das Gebäude das Juristische Institut.
Das Institut für geschichtliche Rechtswissenschaft sowie das Institut für deutsches und europäisches Gesellschafts- und Wirtschaftsrecht befinden sich im 1926–28 von Friedrich Haller im nüchternen Neubarock errichteten Gebäude Friedrich-Ebert-Platz 2, der ehemaligen Städtischen Sparkasse.
Seit 2015 wird die „Villa Manesse“ (Friedrich-Ebert-Anlage 4) als „Villa HeidelPräp! – Haus der Examensvorbereitung“ genutzt. Es wurden 50 Dauerarbeitsplätze für Examenskandidaten geschaffen, für die zugleich als Pilotprojekt ein Mentorenprogramm läuft. Das Anwesen wurde 1859/60 erbaut und 1910 von Henkenhaf und Ebert erweitert. Die Villa wechselte mehrfach den Besitzer, unter anderem lebte hier der Historiker und Jurist Gustav Toepke. Ab 1968 wurde es von der Schiller International University genutzt, von 2010 bis 2013 von der Sprachschule Collegium Palatinum.
Die Vorlesungen finden in der Neuen Universität (1930) statt. Ein großer Teil der juristischen Literatur befindet sich in der Universitätsbibliothek.

## Studentische Initiativen
Studierende der juristischen Fakultät haben mehrere studentische Initiativen gegründet:
- Fachschaftsinitiative, die u. a. in Form des Fachschaftsrates auch das Programm Jura-Tandem Heidelberg finanziert[37]
- European Law Students’ Association in Heidelberg (ELSA Heidelberg)
- Studentische Zeitschrift für Rechtswissenschaft Heidelberg
- Pro Bono Heidelberg (Studentische Rechtsberatung)
- Heidelberg Law NMUN e. V.(Model United Nations)
- Phi Delta Phi – Paul Kirchhof Inn Heidelberg e. V.

## Die Fakultät in Literatur und Populärkultur
In Bernhard Schlinks 1995 erschienenem Roman Der Vorleser spielen einige der Hauptszenen an der Universität Heidelberg, wo die Hauptfigur Michael Berg Jura studiert. Auch Naoki Urasawas Mangaserie (1994–2001) Monster spielt zum Teil an der Universität, wo Nina Fortner (Anna Liebert) das juristische Examen ablegt. In Michel Favarts Film Die Elsässer (Original «Les Alsaciens ou les Deux Mathilde», 1996) studiert Karl Kempf, einer der Hauptdarsteller, Jura an der Universität Heidelberg, während sein Bruder Edouard sein Studium an der französischen École polytechnique beginnt. In Jura schreibt sich auch Lilian Andreesen in dem österreichischen Schlagerfilm Jetzt dreht die Welt sich nur um dich ein. Fiktive Absolventen der juristischen Fakultät sind Hans Julius Grebenar in Jeffrey Archers Kurzgeschichte „A good eye“ der Sammlung „And Thereby Hangs a Tale“ (2010), ebenso der preußische Junker Rudolf von Adelhaus in Harold Spenders 1916 erschienenen Erzählung „The Dividing Sword“.